# Eugene (actriz)
Kim Yoo-jin (Seúl; 3 de marzo de 1981), conocida profesionalmente como Eugene, es una actriz y cantante surcoreana. Llegó a ser conocida por ser una de las tres integrantes del grupo surcoreano S.E.S..
Después de la separación del grupo ha lanzado dos álbumes como solista y actualmente desarrolla su carrera como actriz en varias series y películas, también ha participado como MC en diversos espectáculos y programas de televisión, y ha publicado dos libros.

## Biografía
Eugene nació en Seúl, Corea del Sur. Por sugerencia de su abuelo, quien vivía en Guam, su familia emigró a Guam después de que terminó el primer semestre de 5.º grado de la escuela primaria. Asistió a la Escuela Media Águeda I. Johnston desde octubre de 1992 hasta junio de 1995, y a la John F. Kennedy High School desde junio hasta septiembre de 1997. 
Ella regresó a Corea con su madre y su hermana menor en algún momento durante la escuela secundaria, y finalmente se graduó del Korea Kent Foreign School, de Seúl en junio de 1999.
En la escuela secundaria, más del 80% de sus asignaturas fueron acreditadas con A . En la escuela primaria, 23 de las 24 materias recibieron buenas calificaciones. En la escuela media, casi todas sus calificaciones fueron excelentes.

## Carrera

### S. E. S.
Debutó como miembro de S. E. S. en 1997. El grupo gozó de un gran éxito, convirtiéndose en el grupo femenino de K-pop con más ventas hasta la fecha. S.E.S se separó a finales de 2002, después de que Bada y Eugene se separaron de SM Entertainment, mientras que Shoo se quedó en la agencia hasta el año 2006.
El 28 de mayo Eugene junto a las miembros de S. E. S. Bada y Shoo asistieron al evento de caridad, Corazón Verde Bazar. En octubre de 2016 se reunieron como S. E. S. para celebrar el 20 aniversario desde el debut del grupo.
Comenzaron su proyecto por el 20 aniversario de debut publicando su sencillo digital "Love[Story]", un remake de su sencillo Love de 1999, a través de S.M. Entertainment's digital project SM Station el 28 de noviembre y su vídeo musical fue publicado el 29 de diciembre.
A principios de diciembre de 2016, se emitieron los diez episodios del reality show "Remember, I'm Your S.E.S.", a través de la aplicación móvil Oksusu. Para acompañar su 20 aniversario de debut, se llevó a cabo el concierto "Remember, the Day", el 30 y 31 de diciembre en el Daeyang Hall de la Universidad Sejong en Seúl.
El 2 de enero, el álbum especial por su 20.º aniversario Remember fue liberado. El álbum contiene el doble sencillo, Remember que fue publicado digitalmente el 1 de enero y "Paradise" liberado junto con el álbum el 2 de enero.
Posteriormente se llevó a cabo un encuentro con sus seguidores con motivo de su último proyecto, el álbum 20 aniversario de debut llamado "Voy a estar allí, esperando" el 1 de marzo de 2017.

### Carrera en solitario
Después de que S. E. S. se desintegrara a finales de 2002 protagonizó cuatro dramas coreanos: enamorado de ti, Guarda el último baile para mí, Maravillosa Vida, y Amar de Verdad.
Ella también apareció en comerciales de televisión y anuncios publicitarios, y lanzó dos álbumes en solitario. Mi Verdadero Estilo, su primer álbum, que vendió cerca de 65.000 copias y contó con un éxito, la balada, "The Best". Su segundo álbum "810303" obtuvo ventas decepcionantes con solo 19.000 ejemplares. Aunque las ventas fueron bajas, el sencillo "Windy" fue un éxito.
Eugene debutó en el teatro con la adaptación musical de la película Inocentes Pasos, y su debut cinematográfico fue  Unstoppable Marriage. Después interpretó los papeles principales en los dramas One Mom and Three Dads, y la Creación del Destino, y a continuación, protagonizó la serie de televisión Pan, amor y sueños, que fue un gran éxito y recibió el estatus de "drama nacional".
En 2007 participó junto a Lee Hyori como una de las coanfitrionas del programa de variedad Happy Together Friends, hasta que el show fue renovado para una tercera temporada. Tras el éxito de su anterior programa Eugene's Makeup Diary, del canal de cable O'live, nuevamente fue elegida como presentadora del nuevo espectáculo Get It Beauty que comenzó a transmitirse en julio de 2010.
Es autora de dos libros: Eugene's Beauty Secrets y Eugene's Get It Beauty. También es copresidenta de la marca de ropa byMOMO.
En 2012 se convirtió en la anfitrióna de la temporada 3 del renovado show de canto para aficionados The Great Birth. de MBC.
Su siguiente papel protagonista fue en el 2013 con el drama familiar A Hundred Year Legacy, que alcanzó calificaciones de más de 30 por ciento. luego protagonizó otros dos dramas familiares, Can We Fall in Love, Again? y All About My Mom.
El 26 de octubre de 2020 se unió al elenco principal de la serie Penthouse: War In Life (también conocida como "Penthouse") donde dio vida a Oh Yoon-hee, una antigua presentadora que para proteger a su hija, está dispuesta a enfrentarse a quien sea.

## Vida personal
El 11 de mayo de 2011, anunció que se casaría con Ki Tae-young, su compañero en la serie de TV  Creación de Destino (2009). Su boda se celebró en la Iglesia Central de Seúl en Anyang, Gyeonggi-do, el 23 de julio de 2011.
Ellos fueron la primera pareja participante en la Super Pareja de Diario, un reality show que graba la vida diaria matrimonial de las parejas. Eugene dio a luz a su primera hija, llamada Ro-hee en abril de 2015.

## Discografía

### Álbumes
- Mi Verdadero Estilo... (2003)
- 810303 (2004)

### Banda sonora
- Save the Last Dance for Me (2004); "My Dream"
- I Really Really Like You (2006); "Really Really Like You (versión Rock )"
- Romantic Island (2008)
  - "Romantic Christmas" (duet with Lee Sun-kyun)
  - "Travel Memories"

## Filmografía

### Películas
| Año  | Título               | Rol          |
| ---- | -------------------- | ------------ |
| 2007 | Unstoppable Marriage | Park Eun-ho  |
| 2008 | Heartbreak Library   | Jo Eun-soo   |
| 2008 | Romantic Island      | Yoo Ga-young |
| 2009 | Yoga                 | Hyo-jung     |

### Series
| Año         | Título                                          | Rol                          | Red     |
| ----------- | ----------------------------------------------- | ---------------------------- | ------- |
| 2002        | Loving You                                      | Jin Da-rae                   | KBS2    |
| 2004        | Save the Last Dance for Me                      | Ji Eun-soo                   | SBS     |
| 2005        | Wonderful Life                                  | Jung Se-jin                  | MBC     |
| 2006        | I Really Really Like You                        | Yeo Bong-soon                | MBC     |
| 2008        | One Mom and Three Dads                          | Song Na-young                | KBS2    |
| 2009        | Creating Destiny                                | Han Sang-eun                 | MBC     |
| 2010        | King of Baking, Kim Takgu                       | Shin Yoo-kyung               | KBS2    |
| 2011        | Drama Special "Princess Hwapyung's Weight Loss" | Princesa Hwapyung            | KBS2    |
| 2012        | Ohlala Couple                                   | Min-young (cameo, ep 2)      | KBS2    |
| 2013        | A Hundred Year Legacy                           | Min Chae-won                 | MBC     |
| 2014        | Can We Fall in Love, Again?                     | Yoon Jung-wan                | JTBC    |
| 2015        | All About My Mom                                | Lee Jin-ae                   | KBS2    |
| 2020 - 2021 | Penthouse: War In Life                          | Oh Yoon-hee                  | SBS     |
| 2021        | Penthouse: War In Life 2                        | Oh Yoon-hee                  | SBS     |
| 2021        | Penthouse: War In Life 3                        | Oh Yoon-hee                  | SBS     |
| 2023        | Batalla de amor                                 | Aparición especial, ep. 9-10 | Netflix |

### Programas de variedades
| Año  | Título     | Notas    |
| ---- | ---------- | -------- |
| 2021 | Tiki taCAR | invitada |

### Revistas / sesiones fotográficas
| Año  | Título                | Notas                 |
| ---- | --------------------- | --------------------- |
| 2021 | Cosmopolitan Magazine | junto a Park Eun-seok |

## Musical
| Año  | Título         | Rol      |
| ---- | -------------- | -------- |
| 2007 | Inocente Pasos | Chae-rin |

### Espectáculo de variedades
| Año  | Título                    | Red | Notas             |
| ---- | ------------------------- | --- | ----------------- |
| 2021 | Master In The House       | SBS | invitada          |
| 2020 | Running Man               | SBS | invitada          |
| 2018 | Bipedal Life (두발라이프) | SBS | miembro           |
| 2016 | El Regreso de Superman    | KBS | Ep 114 - Presente |

### Presentadora
| Año       | Programa                                                  |
| --------- | --------------------------------------------------------- |
| 2002      | SBS Saturday is Coming                                    |
| 2003      | KBS Nam Hui-seok and Eugene's Love Story                  |
| 2005      | KBS Happy Together Friends                                |
| 2009      | O'live TV Living Beauty - Eugene's Makeup Diary, Season 1 |
| 2012      | OnStyle Super Couple Diary                                |
| 2012      | MBC The Great Birth - Season 3                            |
| 2010-2014 | O'live TV Get It Beauty                                   |

## Libros
- 2009 Eugene's Beauty Secrets
- 2011 Eugene's Get It Beauty

## Premios
| Año  | Premios |
| ---- | --- |
| 1999 | Korea Best Dresser Awards: Mejor Vestida, Cantante                                                                 |
| 2002 | KBS Drama Awards: Premio de la Popularidad (enamorado de Ti)                                                       |
| 2004 | Korea Visual Arts Festival: Fotogénica, en la categoría de Cantante                                                |
| 2004 | SBS Drama Awards: Nueva estrella (Guarda el Último Baile para Mí)                                                  |
| 2005 | Mnet KM Music Festival: PD Elección del Premio Especial                                                            |
| 2010 | KBS Drama Awards: Premio a la Excelencia, Actriz en una serie de Drama (King of Baking, Kim Takgu)                 |
| 2011 | KBS Drama Awards: Premio a la Excelencia, Actriz en un Drama de un Acto/Especial (Princess Hwapyung's Weight Loss) |
| 2015 | KBS Drama Awards: Premio a la Excelencia, Actriz en una serie de drama (Todo Sobre Mi madre)                       |
| 2015 | KBS Drama Awards: Best Couple Award (junto a Lee Sang-woo) (Todo Sobre Mi madre)                                   |
| 2020 | 28th SBS Drama Award: Top Excellence in Mid-Length/Long Drama (Penthouse: War In Life)                             |